# Oli de cuina

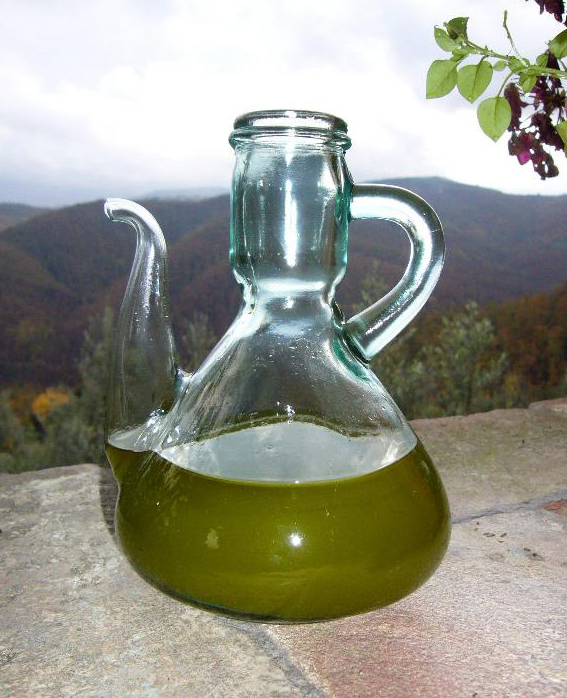
Oli d'oliva acabat de premsar.

L'oli de cuina és l'oli d'origen vegetal, o més rarament animal, que sol romandre en estat líquid a temperatura ambient, pot ser consumit per persones i s'utilitza en la gastronomia.
Alguns dels molts tipus d'olis vegetals són; el d'oliva, el de palma, el de soia, el de colza, el de llavors de carabassó, el de blat de moro, el de gira-sol, el de càrtam, el de cacauet, el de llavor de raïm, el de sèsam, el d'argània, el de segó d'arròs. S'utilitzen per cuinar juntament amb altres elements comestibles. També és possible usar la majoria d'aquests olis per amanir (principalment amanides) i per elaborar salses com ara l'allioli, la maionesa, etc.
En el món de la cuina, el terme genèric «oli vegetal» s'utilitza per etiquetar un producte compost per un oli concret (com per exemple el de colza) o per una mescla de diversos olis, sovint basada en el de palma, el de blat de moro, el de soia o el de gira-sol.
L'oli pot aromatitzar-se submergint en ell herbes fresques, pebre, all i altres condiments durant un període. No obstant això, ha d'anar-se amb compte quan s'emmagatzemen olis aromatitzats per evitar el creixement de Clostridium botulinum (el bacteri que produeix les toxines que provoquen el botulisme).

## Salut i nutrició
La quantitat adequada de greix dins de la dieta diària és objecte de certa controvèrsia. Certa quantitat de greix és necessària en la dieta, a més de ser també essencial en moltes tècniques culinàries. La FDA recomana que un màxim del 30% de la calories consumides diàriament siguin en forma de greix. Altres nutricionistes recomanen que no més del 10% de la ingesta diària de calories procedeixi del greix.
Encara que el consum de petites quantitats de greixos saturats és essencial, meta-anàlisis preliminars (1997, 2003) van trobar una forta correlació entre el consum de quantitats elevades d'aquests greixos i les malalties cardiovasculars. Sorprenentment, meta-anàlisis més recents (2009, 2010) basats en estudis i assajos controlats i aleatoris van trobar un efecte positiu o neutral en canviar el consum de carbohidrats pel de greixos saturats com a font de calories, i només un modest avantatge en canviar de greixos saturats a poliinsaturades (del 10 % de risc al 5 %).
La Clínica Mayo ha assenyalat que els olis tenen un contingut especialment alt de greixos saturats, inclòs el de coco, de palma i de llavor de palma. Els que tenen menors quantitats de greixos saturats i més d'insaturats (preferiblement monoinsaturadas), com el d'oliva, el de cacauet, el de colza, el d'alvocat, el de càrtam, el de blat de moro, el de soia, el de mostassa i el de cotó solen ser més saludables. El National Heart, Lung, and Blood Institute i la World Heart Federation han instat a substituir els greixos saturats per insaturats o monoinsaturats. Els organismes de salut enumeren els olis d'oliva i colza com a fonts de greixos monoinsaturats, mentre que els de soia i gira-sol són considerats rics en greixos poliinsaturats. Els resultats d'un estudi realitzat a Costa Rica l'any 2005 suggereixen que el consum d'olis insaturats no hidrogenats com el de soia o el de gira-sol és preferible al de l'oli de palma
No tots la greixos saturats tenen efectes negatius sobre el colesterol. Alguns estudis assenyalen que l'àcid palmític de l'oli de palma no es comporta com altres greixos saturats i resulta neutral per als nivells de colesterol perquè es distribueix equitativament sobre els tres «braços» de la molècula triglicérida. A més, s'ha descobert que el consum d'oli de palma redueix el colesterol en sang respecte a altres fonts de greixos saturats com l'oli de coco o els greixos animals.
Els greixos saturats són necessaris per al correcte funcionament del cos i del cervell. De fet, un estudi a Brasil va comparar els efectes de l'oli de soia respecte al de coco (ric en greix saturat) i va concloure que tot i que tots dos grups mostraven una caiguda de l'IMC, el grup de l'oli de soia va patir un increment del colesterol total (inclosa una caiguda de l'HDL, el colesterol «bo»). El grup de l'oli de coco va patir en realitat un increment en la proporció HDL/LDL (cosa que significava que tenien més colesterol «bo»), així com menor volum corporal (cosa que no es va donar en el grup de l'oli de soia).
El focus de la recerca actual s'ha desplaçat dels greixos saturats en el seu conjunt als greixos individuals i als percentatges d'àcids grassos (saturats, monoinsaturats, poliinsaturats) en la dieta. Una ingesta adequada de greixos poliinsaturats i saturats és necessària per a tenir una relació LDL/HDL bona en sang, ja que ambdues contribueixen a l'equilibri regulador del metabolisme metraproteínic.
Els olis rics en greixos insaturats poden ajudar a baixar el colesterol «dolent» (LDL) i poden també pujar el «bo» (HDL), encara que aquests efectes segueixen estudiant-se.
El consum d'olis de cacauet, d'anacard i d'altres tipus de nous també pot suposar un risc per a les persones amb al·lèrgia a les nous. Una reacció al·lèrgica greu pot provocar un xoc anafilàctic i causar la mort.

### Greixostrans
A diferència d'altres greixos, els greixos trans no són essencials ni beneficiosos per a la salut. El consum de greixos trans incrementa el risc de patir malalties coronàries en elevar els nivells de colesterol «dolent» (LDL). La hidrogenació, un procés que afegeix àtoms d'hidrogen a les molècules de greix per fer-les més saturades i incrementar el seu punt de fusió (per exemple per obtenir margarina), és responsable de la majoria dels greixos trans comestibles, sent aquests més nocius que els que són presents de forma natural en els aliments.
Diversos estudis amplis assenyalen una relació entre el consum de grans quantitats de greixos trans, les malalties coronàries i possiblement altres afeccions. L'Administració d'Aliments i Medicaments, el National Heart, Lung, and Blood Institute i la American Heart Association nord-americanes recomanen limitar el consum d'aquests greixos.

### Cuina amb olis

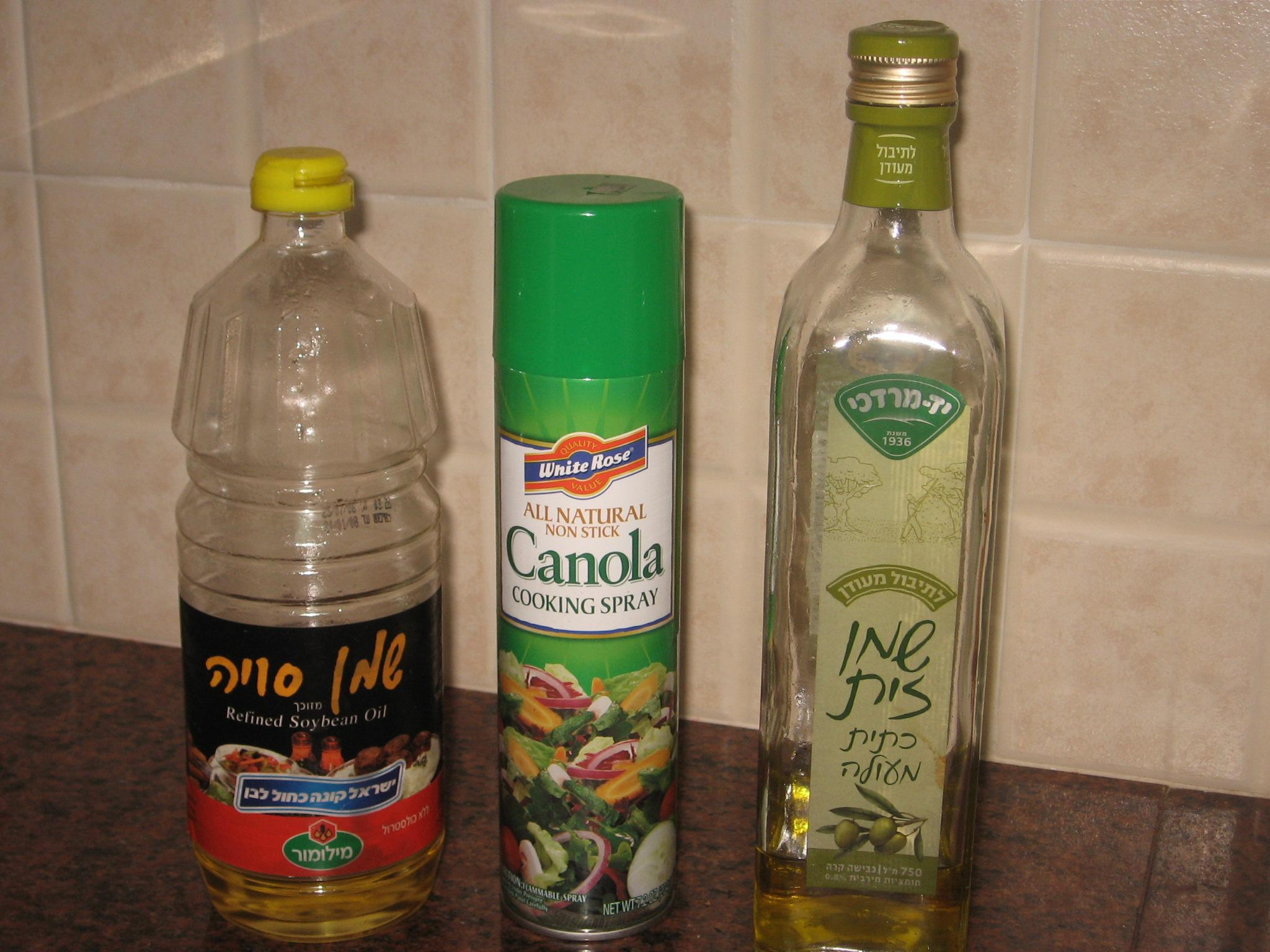
D'esquerra a dreta: oli de soia, oli de colza en aerosol i oli d'oliva.

Escalfar un oli canvia les seves característiques. Alguns olis que són saludables a temperatura ambient poden tornar-se perjudicials quan s'escalfen per sobre de certes temperatures. A l'hora de triar un oli per cuinar és, per tant, important tenir en compte la seva tolerància a la calor, i usar l'adequat per a l'ús que se'n vagi a fer.
Una revisió paral·lela de 2001 d'estudis sobre greixos en l'alimentació durant 20 anys al Regne Unit, als Estats Units i a Espanya va concloure que els olis poliinsaturats com el de soia, el de colza, el de gira-sol i el de blat de moro es degraden fàcilment a compostos tòxics quan s'escalfen. El consum perllongat d'olis cremats va provocar arterioesclerosi, artritis reumatoide i defectes de naixement. Els científics també van qüestionar la recomanació de les autoritats sanitàries mundials d'incorporar grans quantitats de greixos poliinsaturats en la dieta humana sense acompanyar-la de mesures que assegurin la protecció d'aquests àcids grassos contra la degradació per calor i oxidació.
L'oli de palma conté més greixos saturats que els de colza, el de blat de moro, el de lli, el de soia, el de càrtam i el de gira-sol. Per tant, l'oli de palma pot suportar millor les temperatures altes del procés de fregit i l'oxidació respecte als olis molt insaturats. Des de principis del segle xx, l'oli de palma ha estat cada vegada més usat per la indústria alimentària gràcies al fet que roman estable en fregides i al forn fins i tot a temperatures molt altes, i pel seu alt contingut en antioxidants naturals.
Entre els olis adequats per a fregida a alta temperatura (per sobre dels 230 °C) gràcies al seu alt punt de fumeig hi ha:
- Oli d'alvocat
- Oli de cacauet
- Oli de càrtam
- Oli de colza
- Oli de gira-sol
- Oli de blat de moro
- Oli de palma
- Oli de sèsam (mig refinat)
- Oli de soia

Entre els olis adequats per a fregir a temperatures mitjanes (per sobre dels 190 °C) hi ha:
- Oli amb diacilglicerol
- Oli d'ametlla
- Oli de nou
- Oli d'oliva (verge o refinat)
- Oli de llavors de cotó
- Oli de llavors de mostassa
- Oli de llavors de raïm
- Ghee (mantega aclarida)
- Saïm

### Emmagatzematge i conservació de l'oli
Refinats o no, tots els olis són sensibles a la calor, la llum i l'exposició a l'oxigen. L'oli ranci té una olor desagradable i un gust acre, i el seu valor nutricional queda molt minvat. Per retardar l'enranciment, se sol aplicar un gas inert, normalment nitrogen, a l'espai restant de l'envàs just després de la producció, en un procés que s'anomena inertització. La vitamina E és un antioxidant natural que també pot afegir-se als olis de cuina per evitar el seu enranciment.
Tots els olis s'haurien de guardar en el frigorífic o en un lloc sec i fresc. Els olis es poden espessir, però recuperen la seva fluïdesa si es deixen reposar a temperatura ambient. Per evitar els efectes negatius de la calor i la llum, els olis s'han de treure del seu lloc de emmagatzematge només el temps imprescindible per al seu ús. Els olis refinats rics en greixos monoinsaturats aguanten fins a un any (si són d'oliva, fins a diversos anys), mentre que els rics en greixos poliinsaturats es conserven uns sis mesos. Els olis d'oliva verge i extra verge es conserven un mínim de 9 mesos després de l'obertura de l'envàs. Altres olis monoinsaturats es conserven bé fins a vuit mesos, mentre que els olis poliinsaturats sense refinar només aguanten aproximadament la meitat.
En canvi, els olis saturats, com els de coco i el de palma, tenen una vida molt més llarga i poden emmagatzemar-se a temperatura ambient. La seva falta de greixos poliinsaturats fa que siguin més estables.

## Tipus d'olis i les seves característiques
Els olis lleugers més refinats tendeixen a tenir punts de fumeig més alts. L'experiència en el seu ús sol ser una guia suficientment fiable. Encara que els resultats de proves empíriques depenen de les qualitats de les mostres concretes (marca, composició, processament), aquests semblen ser la principal font de les dades disponibles.
| Tipus d'oli o de greix       | Saturades | Monoinsaturadas | Poliinsaturadas | Punt de fumeig | Usos                                                                                     |
| ---------------------------- | --------- | --------------- | --------------- | -------------- | ---------------------------------------------------------------------------------------- |
| Oli d'alvocat                | 12 %      | 74 %            | 14 %            | 271 °C         | Fregir, saltejar, oli per mullar, amanides                                               |
| Oli d'ametlla                | 8 %       | 66 %            | 26 %            | 221 °C         | Fornejar, salses, amaniment                                                              |
| Oli de cacauet               | 18 %      | 49 %            | 33 %            | 231 °C         | Fregir, amaniment d'amanides, margarina                                                  |
| Oli de cànem                 | 9 %       | 12 %            | 79 %            | 236 °C         | Cocció, amaniment d'amanides                                                             |
| Oli de cártamo               | 10 %      | 13 %            | 77 %            | 265 °C         | Cuina, amaniment d'amanida, margarina                                                    |
| Oli de coco                  | 92 %      | 6 %             | 2 %             | 177 °C         | Fornejat industrial, dolços i caramels, cobertures batudes, cremes de cafè no làctiques, |
| Oli de colza                 | 6 %       | 62 %            | 32 %            | 242 °C         | Fregir, fornejar, amaniment d'amanides                                                   |
| Oli de gira-sol (linoleico)  | 11 %      | 20 %            | 69 %            | 246 °C         | Cuina, amaniment d'amanida, margarina, saïm                                              |
| Oli de gira-sol (alt oleic)  | 9 %       | 82 %            | 9 %             |                |                                                                                          |
| Oli de blat de moro          | 13 %      | 25 %            | 62 %            | 236 °C         | Fregir, fornejar, amaniment d'amanida, margarina, saïm                                   |
| Oli d'oliva (extra verge)    | 14 %      | 73 %            | 11 %            | 190 °C         | Cuina, amaniment d'amanides, margarina, oli per mullar.                                  |
| Oli d'oliva (verge)          | 14 %      | 73 %            | 11 %            | 215 °C         | Cuina, amaniment d'amanides, margarina                                                   |
| Oli d'oliva (refinat)        | 14 %      | 73 %            | 11 %            | 225 °C         | Saltejat, cuina, amaniment d'amanides, margarina                                         |
| Oli d'oliva (extra lleuger)  | 14 %      | 73 %            | 11 %            | 242 °C         | Saltejar, fregir, cuina, amaniment d'amanides, margarina                                 |
| Oli de palmell               | 52 %      | 38 %            | 10 %            | 230 °C         | Cuina, amaneixo, oli vegetal, saïm                                                       |
| Oli de segó d'arròs          | 20 %      | 47 %            | 33 %            | 254 °C         | Cocció, fregir, amanides, amaniments                                                     |
| Oli de llavor de cotó        | 24 %      | 26 %            | 50 %            | 216 °C         | Margarina, llard, amaniment d'amanida, fregir industrial                                 |
| Oli de llavor de mostassa    | 13 %      | 60 %            | 21 %            | 254° C         | Cocció, fregir, amanides, amaniments                                                     |
| Oli de llavor de raïm        | 12 %      | 17 %            | 71 %            | 204 °C         | Cuina, amaniment d'amanides, margarina                                                   |
| Oli de sèsam (sense refinar) | 14 %      | 43 %            | 43 %            | 177 °C         | Cuina                                                                                    |
| Oli de sèsam (semi refinat)  | 14 %      | 43 %            | 43 %            | 232 °C         | Cuina, fregir                                                                            |
| Oli de soia                  | 15 %      | 24 %            | 61 %            | 241 °C         | Cuina, amaniment d'amanida, oli vegetal, margarina, saïm                                 |
| Ghi                          | 65 %      | 32 %            | 3 %             | 190–250 °C     | Fregir, cuina, saltejaat, condiment, amaniment                                           |
| Llard de porc                | 41 %      | 47 %            | 2 %             | 138–201 °C     | Horneado, fregir                                                                         |
| Mantega                      | 66 %      | 30 %            | 4 %             | 150 °C         | Cuina, horneado, condiment, salses, amaneixo                                             |
| Margarina, dura              | 80 %      | 14 %            | 6 %             | 150 °C         | Cuina, horneado, condiment                                                               |
| Margarina, tova              | 20 %      | 47 %            | 33 %            | 150–160 °C     | Cuina, horneado, condiment                                                               |
| Oli amb diacilglicerol (DAG) | 3,5 %     | 37,95 %         | 59 %            | 215° C         | fregir, horenado, amaniment d'amanida                                                    |

## Oli de cuina usat
La deixalla adequada de l'oli de cuina usat és una preocupació important en la gestió de residus. L'oli és menys dens que l'aigua i tendeix a escampar-se en grans membranes fines que dificulten l'oxigenació de l'aigua. A causa d'això, un sol litre d'oli pot contaminar fins a mil litres d'aigua. A més, l'oli pot solidificarse en les canonades provocant embussos. A causa d'això, l'oli de cuina mai ha de llançar-se per l'aigüera.
La forma adequada de reciclar l'oli usat és dipositar-ho en un envàs segellat no reciclable i tirar-ho juntament amb les escombraries normals o bé dur-lo en un punt net. Industrialment sol reciclar-se per produir sabó i biodiésel.
L'oli de cuina usat té valor econòmic, ja que pot usar-se per fer biodiésel. També pot barrejar-se directament amb combustible per a motors dièsel, una vegada filtrat.